# Aleksej Illarionovič Kiričenko
Aleksej Illarionovič Kiričenko (in russo Алексей Илларионович Кириченко?; Černobaevka, 25 febbraio 1908 – Mosca, 28 dicembre 1975) è stato un politico e generale sovietico.

## Biografia
Nato nel governatorato di Cherson, si iscrisse al Partito Comunista di tutta l'Unione (bolscevico) nel 1930. Terminò nel 1936 l'Istituto meccanico-ingegneristico per l'agricoltura socialista di Zernovoj, dopodiché ebbe ruoli dirigenti nel Partito Comunista dell'Ucraina. Durante la Grande guerra patriottica fu nei Consigli di Guerra del Fronte sud-occidentale, del Fronte del Don, del Fronte meridionale e infine, con il grado di Maggior generale, del IV Fronte ucraino. Fu Primo segretario del Partito ucraino dal 1953 al 1957, membro del Comitato Centrale del PCUS dal 1952 al 1961, del Presidium dal 1955 al 1960 e della Segreteria dal 1957 al 1960. Nel 1962 si ritirò in pensione.
È stato insignito di quattro Ordini di Lenin, un Ordine di Suvorov di II classe e due Ordini della Bandiera Rossa.